# Pärnu Linnameeskond
Maillots
Le Pärnu Linnameeskond est un club estonien de football basé à Pärnu.

## Historique

### Histoire
Le club est constitué par la fusion de trois clubs : Vaprus Pärnu, Pärnu JK et Kalevi Pärnu.

### Repères historiques
- 2011 : fondation du club par fusion de trois clubs de Pärnu
- 2015 : 1re participation en Meistriliiga